# Teodor Bordeianu
Teodor Bordeianu (n. 16 februarie 1902, Marșenița, Basarabia, Imperiul Rus, astăzi în Ucraina – d. 19 martie 1969, București, Republica Socialistă România) a fost un inginer agronom și pomicultor român, membru titular al Academiei Române. A avut un rol esențial în organizarea cercetării pomicole și în elaborarea monografiei Pomologia Republicii Socialiste România, considerată cea mai importantă lucrare de acest gen din lume la data publicării. În 1963, Teodor Bordeianu a fost decorat cu Ordinul Muncii.

## Biografie

### Copilărie și educație
Teodor Bordeianu s-a născut la 16 februarie 1902, în satul Marșenița, Basarabia (astăzi în Ucraina), într-o familie de origine română. A absolvit liceul în 1922 și, în același an, s-a înscris la Școala Superioară de Agricultură Herăstrău din București, finalizând studiile în 1925. Și-a continuat specializarea în pomicultură, legumicultură și industrializarea fructelor la Universitatea din Berlin, unde și-a susținut teza de doctorat în 1927. În 1969, a obținut titlul de doctor docent.

### Carieră profesională
După absolvire, Bordeianu a ales practica în locul unei cariere didactice imediate, fiind repartizat la pepiniera Goleștii-Badi, comuna Călinești, județul Muscel (1925–1929). Ulterior, s-a întors în regiunea natală, lucrând timp de zece ani (1929–1939) la pepiniera Sirăuți, județul Suceava. Aici a produs material săditor pomicol și a inițiat cercetări științifice, elaborând teza de doctorat Influența îngrășămintelor chimice și a bălegarului asupra vegetației și a productivității mărului Parmen D’or, susținută în 1939.
Între 1939 și 1941, a fost șef al Inspectoratului Agricol Suceava, iar în 1941–1942 a ocupat funcția de șef al Serviciului Horticulturii din Ministerul Agriculturii. Din 1941 până în 1958, a fost profesor la Facultatea de Agronomie din București, ajungând șef de catedră datorită competenței sale remarcabile. În paralel, a condus secția de pomicultură a Institutului de Cercetări Agronomice al României (ICAR) între 1942 și 1958. A contribuit la înființarea Institutului de Cercetări Hortiviticole în 1958, unde a fost secretar științific, șef al secției de pomicultură și, între 1967 și 1969, director al Institutului de Pomicultură de la Mărăcineni, precum și consilier științific al ICAR.

### Familie
Nu există informații detaliate disponibile despre viața de familie a lui Teodor Bordeianu.

## Activitate științifică
Teodor Bordeianu a fost un pionier al pomiculturii românești, combinând cercetarea practică cu organizarea științifică. A inițiat studii privind agrotehnica pomicolă, biologia și ecologia pomilor, abordând teme precum sterilitatea merilor, influența vântului asupra pomilor și rolul perdelelor de protecție. A colaborat cu botanistul E. Țopa pentru organizarea unei grădini botanice la Sirăuți, unde a studiat relațiile plantelor cu mediul.
A coordonat cercetările privind zonarea, raionarea și microraionarea pomiculturii românești (1955–1956), bazându-se pe teze de doctorat îndrumate de el. A inițiat studii asupra florei pomicole sălbatice și cultivate, fundamentând harta regiunilor pomicole. Contribuțiile sale originale includ lucrări despre utilizarea hormonilor vegetali, tehnica hibridării, germinația polenului și rezistența la ger a pomilor.
Cea mai importantă realizare a sa este coordonarea, împreună cu Nicolae Constantinescu, a monografiei Pomologia Republicii Socialiste România (1962–1968, 8 volume), o lucrare de referință la nivel mondial datorită profunzimii și calității grafice. A fost, de asemenea, unul dintre fondatorii revistei Grădina, Via și Livada.

## Lucrări
Teodor Bordeianu a publicat peste 400 de lucrări științifice în țară și străinătate, abordând teme precum agrotehnica pomicolă, biologia plantelor și zonarea soiurilor. Lucrările sale au avut un impact semnificativ asupra practicii pomicole, oferind soluții pentru creșterea productivității și combaterea problemelor specifice.

### Lucrări selectate
- „Păstrarea, conservarea și industrializarea fructelor”, Hotin, 1933.
- „Influența îngrășămintelor chimice și a bălegarului asupra vegetației și productivității merilor Parmen d’or”, București, 1939.
- „Contribuții la studiul nucului”, Agricultura Nouă, nr. 11-12, 1941.
- „Lucrările din livadă în cele 4 anotimpuri”, București, 1951.
- Mărul, Editura Agrosilvică de Stat, București, 1954.
- Pomologia Republicii Socialiste România, vol. I-VIII, 1962–1968 (coordonator).

## Premii și recunoaștere
Teodor Bordeianu a fost distins cu:
- Ordinul Muncii (1963)
- Membru corespondent al Academiei RPR (1955)
- Membru titular al Academiei RPR (1963)

## Recunoaștere internațională
Lucrările lui Bordeianu, în special Pomologia Republicii Socialiste România, au fost recunoscute la nivel internațional pentru valoarea lor științifică. Publicațiile sale în reviste străine și contribuțiile la organizarea pomiculturii românești au consolidat reputația sa în comunitatea agronomică globală.

## Contribuții suplimentare
Bordeianu a fost un profesor dedicat, predând timp de 27 de ani la Facultatea de Agronomie din București și formând generații de pomicultori. A inițiat și organizat institute de cercetare, laboratoare și stațiuni pomicole, contribuind la profesionalizarea domeniului. A fost cunoscut pentru caracterul său binevoitor și respectuos, rămânând o figură iubită de studenți și colegi.